# Meizhou Dao
Meizhou Dao (kinesiska: 湄洲岛) är en ö i Kina. Den ligger i provinsen Fujian, i den sydöstra delen av landet, omkring 110 kilometer söder om provinshuvudstaden Fuzhou. Arean är 14,4 kvadratkilometer. Den sträcker sig 8,9 kilometer i nord-sydlig riktning, och 6,3 kilometer i öst-västlig riktning.
Genomsnittlig årsnederbörd är 1 650 millimeter. Den regnigaste månaden är augusti, med i genomsnitt 282 mm nederbörd, och den torraste är oktober, med 33 mm nederbörd.